# L'hai dedicato a me
L'hai dedicato a me è un singolo della cantante italiana Alessandra Amoroso, pubblicato il 24 ottobre 2014 come quinto estratto dall'album Amore puro.

## Descrizione
Il brano, scritto e composto da Tiziano Ferro, è una ballad romantica che, affrontando il tema dello scorrere del tempo e del cambiamento che comporta, racconta la capacità di essere in grado di rialzarsi e superare le delusioni, senza abbandonare allo stesso tempo la speranza che un giorno qualcosa possa cambiare. 
La cantante ha dichiarato che la canzone, assieme al singolo di lancio Amore puro, è stata la prima ad essere ascoltata assieme a Tiziano Ferro in vista della loro collaborazione. 
La scelta del singolo, preannunciata nei giorni precedenti da diversi indizi lanciati dalla cantante sul suoi profili social network, rappresenta una dedica della cantante verso i suoi fan. La cantante ha presentato in esclusiva il brano durante il programma Quelli che il calcio il 2 Novembre. 
Il brano è la colonna sonora dello spot di FOX4DEV, associazione no-profit che sostiene Make-a-wish Italia Onlus, di cui la cantante è protagonista. Inoltre il brano è stato inserito nella compilation Love 2015.

## Il video
Il videoclip del brano, pubblicato contemporaneamente al lancio in radio in esclusiva sul canale VEVO ufficiale dell'Amoroso, vede la regia di Gaetano Morbioli ed è ambientato tra Milano e Los Angeles. È incentrato sul tema del cambiamento della stessa cantante tra passato e presente e vede come unica protagonista la cantante, ripresa in diverse scene che si alternano frequentemente, focalizzando l'attenzione sulla sua figura.

## Tracce
Download digitale
Testi e musiche di Tiziano Ferro; edizioni musicali Pandar Italia Srl.
1. L'hai dedicato a me – 3:36